# The Gits (amerykański zespół muzyczny)
The Gits – amerykański zespół punkrockowy.

## Historia
Utworzony w 1986 w Yellow Springs (Ohio) przy Antioch College (koedukacyjna szkoła sztuk wyzwolonych) przez: wokalistkę Mię Zapatę, gitarzystę Joego Spleena (właśc. Andy Kessler), basistę Matta Dresnera i perkusistę Steve'a Moriarty'ego. Początkowo grupa nosiła nazwę „Snivelling Little Rat Faced Gits” (odniesienie do jednego ze skeczów Monty Pythona), skróconą następnie do „The Gits”. 
Na przełomie 1986 i 1987 Zapata, Spleen i Dresdner przebywali przez pewien czas w San Francisco, gdzie uczestnicząc w koncertach zetknęli się z takimi grupami jak: Social Distortion, Minor Threat, Bad Brains, Dead Kennedys, Scream, GBH, The Damned, Exploited, Corrosion of Conformity, Fear, Descendents, Replacements, Minutemen, D.R.I. czy Bad Religion, które ich zainspirowały nie tylko muzycznie, ale także swoją niezależnością artystyczną (idea D.I.Y.).
Po powrocie do Ohio muzycy własnym sumptem nagrali w studiu materiał, który rozprowadzali na kasetach wśród znajomych (ofijalnie został wydany dopiero w 1996 roku na albumie Kings & Queens).
W 1989 Zapata, Spleen, Dresner i Moriarty przenieśli się z Yellow Springs do Seattle szybko adaptując się w nowym miejscu i zyskując mocną pozycję na lokalnej scenie punkowej w następnych latach. 
Pierwszy koncert w Seattle The Gits zagrali w halloween 1990 u boku grupy Crypt Kicker Five (Jacka Endina), później był występ na University of Washington razem z TAD i Nirvaną. Jeszcze w tym samym roku ukazał się pierwszy singel „Precious Blood”. Rok 1991 przyniósł kolejne dwa single: „Second Skin” oraz „Spear and Magic Helmet”, a także koncerty w Europie (w centrach kultury i w squatach) i w USA – głównie na Zachodnim Wybrzeżu, gdzie grupa występowała m.in. z Poison Idea, SNFU, Nirvaną, Beckiem, NOFX, Green Day i D.O.A..
W 1992 został wydany debiutancki album Frenching the Bully. Sukces płyty, która zyskała przychylne recenzje prasy muzycznej oraz silna osobowość Zapaty i jej emocjonalny sposób śpiewania spowodowały, że grupa znalazła się na dobrej drodze do wybicia się z Seattle i jego okolic, by zaistnieć na ogólnokrajowych scenach. Wiosną 1993 zespół rozpoczął prace w studiu nad kolejnym albumem, które były już na ukończeniu, gdy nocą z 6 na 7 lipca Mia Zapata została zamordowana przez gwałciciela.
W następstwie tego tragicznego wydarzenia grupa jej przyjaciół (m.in. Valerie Agnew z 7 Year Bitch) utworzyła organizację non-profit „Home Alive”, która prowadziła kursy samoobrony dla kobiet (zakończyła działalność w 2010). W sierpniu zorganizowano koncert z udziałem Nirvany i TAD z którego dochód został przeznaczony na opłacenie prywatnego detektywa, który odnalazłby mordercę. 
W marcu 1994 została wydana druga płyta The Gits Enter: The Conquering Chicken. Rok później Spleen, Dresdner i Moriarty razem z Joan Jett jako Evil Stig nagrali album Evil Stig z piosenkami The Gits. W 1996 w filmie Hype! (reż. Doug Pray) został wykorzystany materiał wideo z występu The Gits (nakręcony kilka lat wcześniej), a także ukazał się trzeci album Kings & Queens nagrany w Yellow Springs w 1988.

## Muzycy
- Mia Zapata – śpiew
- Joe Spleen – gitara
- Matt Dresdner – gitara basowa
- Steve Moriarty – perkusja

## Dyskografia

### Albumy
- Frenching the Bully (1992)
- Enter: The Conquering Chicken (1994)
- Kings & Queens (1996)
- Seafish Louisville (2000)

### Single
- „Precious Blood” / „Seaweed” / „Kings & Queens” (1990)
- „Second Skin” / „Social Love” (1991)
- „Spear and Magic Helmet” / „While You're Twisting, I'm Still Breathing” (1991)